# 氟氯溴甲烷
溴氯氟甲烷（英語：Bromochlorofluoromethane）或氟氯溴甲烷（fluorochlorobromomethane）是一种化合物，是一种三卤甲烷衍生物，化学式是CHBrClF。作为一种最简单的可能的稳定的手性化合物，它对于化学的手性化合物领域的基本研究十分有用。 然而，其水解的相对不稳定 和缺乏适当的官能团，使得分离溴氯氟甲烷的对映异构体尤其具有挑战性， 尽管现在它已经可以通过各种各样的方法分离，这一过程直到它被第一次合成一个世纪后的2005年才完成。 更多的使用溴氯氟甲烷的近期研究关注于它的潜在用途——用于奇偶校验违反的实验测量，量子力学的一个主要的未解决的问题。